# Laser panjutinii
Laser panjutinii är en växtart i släktet Laser och familjen flockblommiga växter.
Arten förekommer i västra Kaukasus (Georgien). Den beskrevs först som Polylophium panjutinii av Ida P. Mandenova och Boris Sjisjkin 1948, och fick sitt nu gällande namn av Łukasz Banasiak, Aneta Wojewódzka och Krzysztof Spalik 2016.